# Socialistische Partij
Socialistische Partij var ett revolutionärt nederländskt vänsterparti, bildat 1918 som den politiska grenen av den syndikalistiska fackföreningen Nationella arbetarsyndikatet.
I parlamentsvalet 1918 fick partiet omkring 9000 röster (0,7 %) och erövrade ett mandat i det nederländska parlamentets andra kammare. Det tillföll Harm Kolthek, som valde att gå med i den revolutionära parlamentsgruppen, som förutom Socialistische Partij även bestod av Kristna Socialistförbundet och Socialdemokratiska Partiet.
Efter att vallagarna skärpts lyckades partiet aldrig ta sig in i parlamentet igen.
Misslyckade försök gjordes i valen 1922 och 1925.
1928 upplöstes partiet officiellt och året därpå anslöt sig de flesta av partiets medlemmar till det nybildade Revolutionära socialistpartiet.